# معسكر زليكان
معسكر زليكان (بالإنجليزية: Camp Zlikan)‏، هي قاعدة عسكرية تركية في شمال العراق يزيد عدد جنودها عن الف جندي تركي و4 آلاف جندي عراقي.

## نبذة عنه
تم تأسيس المعسكر وافتتاحه بعد حصوله على الموافقات الرسمية من الحكومة الاتحادية وحكومة إقليم كردستان، كونه يضم 4 آلاف مقاتل.

## دور أثيل النجيفي
لقد أسهم بتأسيس المعسكر محافظ نينوى المقال أثيل النجيفي في (15 تشرين الأول 2014)، أي قبل إقالته (في 28 آيار 2015).
بعد أنباء الاجتياح التركي لشمال الموصل، كشفت السلطات المحلية في نينوى عن أن المحافظ السابق أثيل النجيفي كان قد أنفق أربعة مليارات دينار على المعسكر دون علم مجلس المحافظة. كما أتفق مع انقرة لجلب مدربين.

## موقعه
يقع معسكر زليكان في أطراف جبال ناحية بعشيقة (42 كلم شمال شرق الموصل).

## زيارات
زار وزير الدفاع العراقي الأسبق خالد العبيدي معسكر زليكان في 27 نوفمبر 2015.

## موقف العراق
- اعلنت وزارة الخارجية العراقية، في (12 كانون الأول 2015)، رفع شكوى رسمية إلى مجلس الأمن الدولي بشأن دخول القوات التركية إلى الأراضي العراقية.[3]

- شجب المرجع الشيعي الأعلى آية الله السيد علي السيستاني دخول قوات تركية إلى العراق من دون موافقة الحكومة المركزية، وطالب باحترام سيادة العراق وتطبيق القوانين الدولية.[4]

- جددت وزارة الخارجية العراقية في (18 أغسطس 2016) مطالبتها لانقرة بسحب القوات التركية المرابطة في المعسكر.[5]

## الهجمات
تعرض المعسكر إلى هجمات صاروخية عدة.

### 2022
- 2 يناير: خمسة صواريخ من نوع جراد استهدفت محيط معكسر زليكان، دون تفاصيل.[6][7]

### 2021
- 13 أغسطس: تعرض لهجوم بخمسة صواريخ من مصدر مجهول وأن الهجوم لم يسفر عن وقوع خسائر بشرية.[8]
- 24 أيلول: خمسة صواريخ سقط بالقرب من المعسكر 3 منها انفجرت، ولم ينفجر الاثنان الآخران.[9]
- 7 نوفمبر: قصف استهدف قاعدة «زليكان» العسكرية التركية شرقي الموصل بـ 5 صواريخ كاتيوشا.[10]
- 27 ديسمبر: صاروخ سقط بمحيط جبل بعشيقة، وكان يستهدف معسكر زليكان وأن القصف لم يسفر عن إي إصابات.[11]